# Jurata (przystanek kolejowy)
Jurata – przystanek kolejowy w Juracie, w gminie Jastarnia, w województwie pomorskim, w Polsce.

## Ruch pasażerski
| Rok  | Wymiana pasażerska na dobę |
| ---- | -------------------------- |
| 2017 | 300-499                    |
| 2022 | 300-499                    |